# Стори, Томас
Томас Стори (англ. Thomas Waldo Story; 1855—1915) — англо-американский скульптор, искусствовед и поэт.

## Биография
Родился в 1855 году в Риме в семье скульптора Уильяма Стори; его брат Джулиан был художником.
Вырос и получил образование в Англии, учился в Итонском колледже и колледже Крайст-Чёрч. Позже переехал в Рим, где провел бо́льшую часть своей жизни. Заработал известность в Великобритании, где создал много скульптурных композиций. Самой известной является «Фонтан любви», находящийся во дворце Кливден, графство Бакингемшир, созданный в конце 1890-х годов.
В 1883 году женился на Ada Maud Broadwood, старшем ребёнке Thomas Capel Broadwood и Mary Davidson Hennin. Второй раз был женат на американской оперной певице Bessie Pickens Abott (с 1912 года).
Умер 23 октября 1915 года в собственном доме в Нью-Йорке.